# St Patrick's Athletic F.C.
St Patrick's Athletic F.C. (irs. Cumann Peile Lúthchleas Phádraig Naofa), ili kraće St. Patrick's je irski nogometni klub iz Dublina. Osnovan je 1929. godine u Inchicoreu, predgrađu Dublina te svoje domaće utakmice igraju na Richmond Parku. Osvojili su Irsku ligu devet puta, a FAI kup pet puta. Boje kluba su crvena i bijela, a nadimak "Saints" (sveci). Trenutačno igra u Irskoj Premier ligi.